# Myrat Annaýew
Myrat Annaýew (ur. 6 maja 1993) – turkmeński piłkarz grający na pozycji pomocnika. Od 2017 roku jest zawodnikiem klubu Ahal FK.

## Kariera piłkarska
Swoją karierę piłkarską Annaýew rozpoczął w klubie Altyn Asyr Aszchabad, w którym w 2015 roku zadebiutował w pierwszej lidze turkmeńskiej. Zarówno w 2015, jak i 2016 wywalczył z nim dublet - mistrzostwo i Puchar Turkmenistanu.
W 2017 roku Annaýew przeszedł do Ahal FK. W latach 2017 i 2018 wywalczył z nim wicemistrzostwo kraju.

## Kariera reprezentacyjna
W reprezentacji Turkmenistanu Annaýew zadebiutował 5 września 2017 roku w zremisowanym 1:1 meczu eliminacji do Pucharu Azji 2019 z Singapurem. W 2019 roku powołano go do kadry na Puchar Azji.